# Virus viêm não thung lũng Murray
Virus viêm não thung lũng Murray (MVEV) có nguồn gốc từ động vật, đó là các loài đặc hữu của miền Bắc Úc và Papua New Guinea. Đây là tác nhân gây bệnh viêm não Thung lũng Murray (MVE; trước đây gọi là viêm não Úc hoặc bệnh X Úc). Người nhiễm virus sẽ bị tổn thương thần kinh vĩnh viễn hoặc tử vong. MVEV có liên quan đến virus Kunjin có hệ sinh thái tương tự nhưng tỷ lệ mắc bệnh thấp hơn. Mặc dù arbovirus là loài đặc hữu của miền Bắc Úc, đôi khi virus lan sang các bang miền nam trong đợt lũ theo mùa của hệ thống sông Murray-Darling. Dịch bùng phát với mật độ bất thường, "... cách nhau hàng thập kỷ, không có hoặc có rất ít trường hợp được chẩn đoán mắc bệnh khi chưa đến mùa dịch".

## Vectơ
MVEV có vật chủ là chim và trung gian truyền bệnh là muỗi. Các loài chim nước thuộc họ Hạc, bao gồm diệc, cốc, chính là vật chủ  chứa MVEV. Vectơ là loài muỗi Culex annulirostris. Nhiễm trùng ở người chỉ xảy ra qua vết đốt của muỗi bị nhiễm bệnh; virus không truyền từ người sang người.

## Triệu chứng
Bệnh cảnh lâm sàng tương tự bệnh viêm não Nhật Bản. Sau thời gian ủ bệnh từ 5 đến 15 ngày, bệnh sẽ xuất hiện theo 3 giai đoạn:
Giai đoạn khởi phát: khoảng từ 1 đến 6 ngày. Bệnh nhân có sốt đột ngột, thường kèm theo ớn lạnh, mệt mỏi, đau đầu, buồn nôn và nôn.
Giai đoạn toàn phát: Tiếp tục sốt cao 38 °C- 40 °C, kéo dài; có biểu hiện của viêm màng não (đau đầu, cứng gáy, nôn và buồn nôn, táo bón); biểu hiện rối loạn ý thức (kích thích vật vã hoặc li bì, u ám, có thể đi vào hôn mê); biểu hiện tổn thương thần kinh trung ương khu trú (co giật, run giật tự nhiên ở ngón tay, lưỡi, mi mắt hoặc toàn thân, liệt cứng); kèm theo rối loạn thần kinh thực vật. Tỷ lệ tử vong từ 0,3% - 60% tuỳ theo việc phát hiện bệnh sớm hay muộn, trình độ kỹ thuật hồi sức cấp cứu chống phù não, suy hô hấp, trụy tim mạch và chống bội nhiễm vi khuẩn
Giai đoạn hồi phục: Nếu qua khỏi, bệnh nhân có thể hồi phục hoàn toàn. Một số trường hợp nặng có thể để lại di chứng liệt cứng ở chi trên hoặc chi dưới, liệt mặt và/hoặc di chứng rối loạn tinh thần, mất ổn định về tình cảm, thay đổi cá tính, chậm phát triển trí tuệ.

## Bản sao
Nghiên cứu khoa học di truyền của MVEV khá thuận lợi: chỉ cần xây dựng và thao tác trên bản sao cDNA truyền nhiễm của virus. Đột biến trong gen vỏ có liên quan đến sự suy giảm độ lây lan bệnh, được chứng minh qua các thé nghiệm trên chuột.